# ラビ
ラビ、祭司（英語・ラテン語 rabbi, ドイツ語 Rabbi, ギリシア語 rhabbi, アラム語 rabbin(複数形), ヘブライ語 rabbi / セファルディ・ミズラヒ圏 chakham, イディッシュ語 rebbe）とは、ユダヤ教に於いての宗教的指導者であり、聖職者でもあるような存在。複数形はラッビーイーム。かつては大祭司が存在した。大祭司はレビ族の血統によって世襲されていた為に、いつしかラビが聖職者とされる存在となる。
英語圏（主に米国）ではラバイと発音する（Ra-Byのような発音になる）。
ヘブライ語 ラッビー rabbi とは רב ラブ rabh「師」の派生語であり、「わが師」という形である。イツハク・ラビンやラビノヴィチ Rabinowicz というような姓にある「ラッビーン」はアラム語の複数形である。
また、アラム語ラッバーン rabban「チーフ・ラビ」は、サンヘドリン長に与えられた、ラビよりも上の称号である。
| ／       | ラブ     | 私の     | 我々の  |
| ／       | rabh     | rabbī    | rabbēnū |
| 複数形   | rabbānīm | rabbī’īm |         |
| アラム語 |          |          |         |
| ／       | ラブ     | 私の     | 我々の  |
| ／       | rabh     |          | rabbān  |
| 複数形   | rabbīn   |          |         |

ラビを呼ぶときは「ラビ・○○」というように姓の前にラビを付けて敬意を表す。
「ラッベーヌー」となると「我々のラブ（師）」で、特にラッベーヌーという場合はモーセなどをさす。
アラム語の対応形が「ラッバーン、ラバン」で、古代のサンヘドリン長のことである。
ラディーノ語のハハム chakham はアラビア語のハキームに対応し、イスラム圏での学者や医者もやはり「賢者」と呼ばれた。なお、アラビア語でハーキムとなると知事を意味する。

## 歴史
- 律法学者。特に1～6世紀頃にかけてタルムードの編纂・執筆に貢献した学者をいう。この場合は英語では最初のrを大文字で書くことがある。

- ユダヤ教指導者としての知識と訓練があり、その職を任された者。歴史的にはシナゴーグの指導者であり、ユダヤ人コミュニティーの指導者ともなった。

ラビは宗教的指導者ではあるが、昨今ニュースなどで「ユダヤ教の宗教的指導者の…」と言われているように中央集権的な強い政治的影響力を持つわけではなく、地域で行われる宗教的な行事をとり仕切るなど、どちらかといえば日本の神社の神主や寺の住職に近い。
また旧約聖書の研究をするなど、中世キリスト教の神学者にも似ている。
古代から中世はラビは他の生業を持つものとされていたが、16世紀以降、ラビの専門的な職業化が進む。

## チーフ・ラビ
チーフ・ラビ（Chief Rabbi, Landesrabbiner）とは、ある地域（多くは国）での宗教上の代表者のことである。[要出典]

## 女性のラビ
1930年代、ベルリンの改革派ラビ養成学校が、一人の女性にラビの資格を与えたが、ナチスによって虐殺された。
1960年代、フェミニズムの発展とともに再建派、次に改革派において女性にラビの資格を授与するという要求が起こった。
- 1972年 - アメリカの改革派が、最初にラビ資格を与える
- 1975年 - イギリスの改革派がラビ資格を与える
- 1985年 - アメリカの保守派がラビ資格を与える

正統派でもこの議論がなされている。

### 女性のユダヤ教指導者、学者

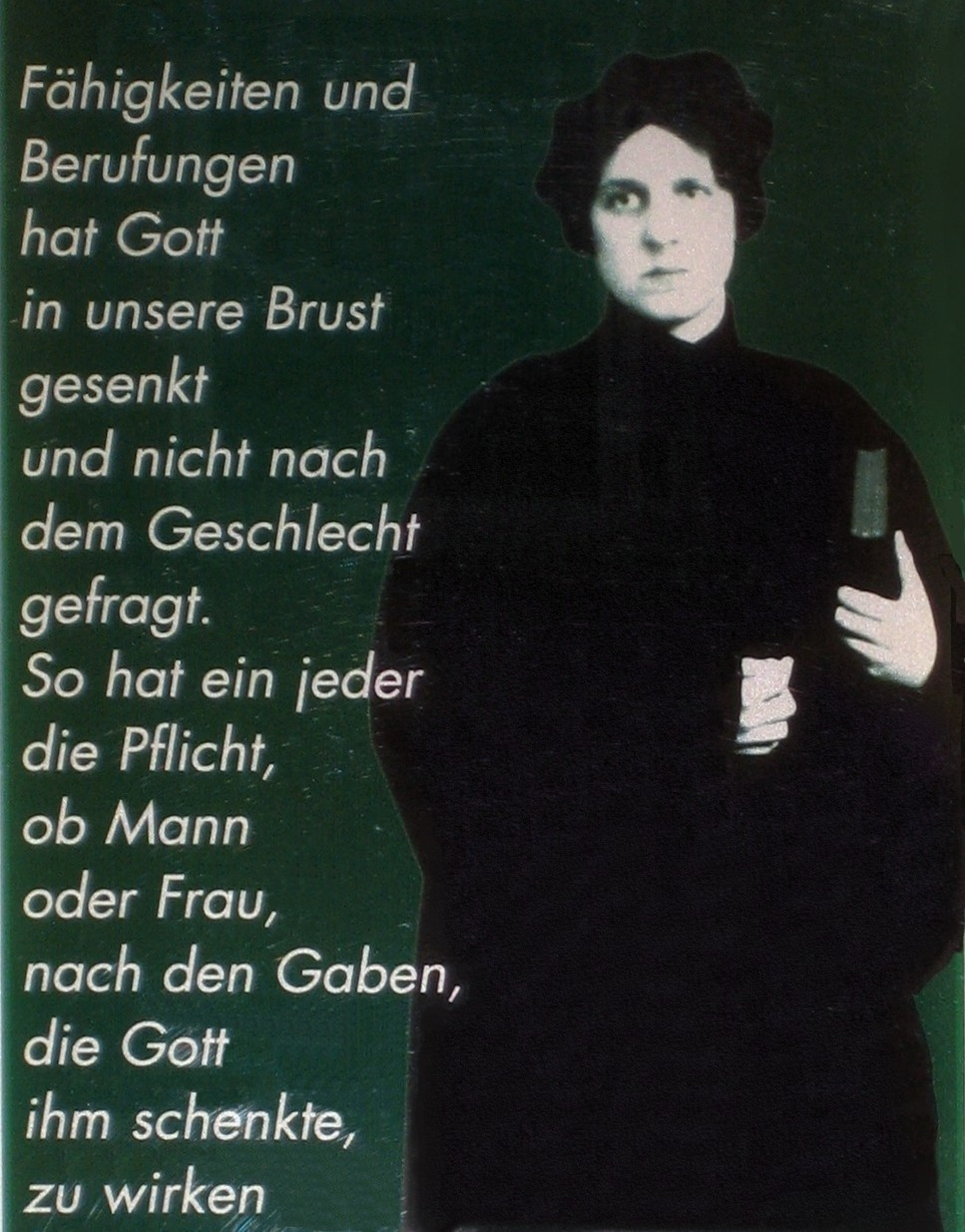
ラビレジーナ・ヨーナスは1935年にドイツで正式に承認された女性初のラビ。1944年にアウシュビッツ強制収容所で死去。

- ハーメルンのグリュッケル
- サラ・バス・トヴィム
- ユダヤ教と女性（英語版）
- フェミニスト神学
- ユダヤ人女性の一覧

## その他雑学
- ニューヨーク・メッツで活躍したモージズ・ソロモン Moses "Moe" Hirsch Solomon 選手(1900年-1966年)のあだ名は、「強打のラビ Rabbi of Swat」であった。